# ウェイト・アンド・ブリード
「ウェイト・アンド・ブリード」 (Wait and Bleed) は、アメリカのヘヴィメタルバンド・スリップノットの曲で、1999年のデビューアルバム「スリップノット」(en)に収録されている。アメリカの週刊音楽業界誌ビルボードにおいて、Hot Mainstream Rock Tracksのチャートで34位を獲得した。

## 概要
ウェイト・アンド・ブリードは2001年、第43回グラミー賞にて「Best Metal Performance」賞にノミネートされた。カリフォルニア州サクラメント出身のオルタナティヴ・メタルバンド、デフトーンズのサード・アルバム「White Pony」の収録曲である「Elite」が受賞に輝いたものの、スリップノットにとっては初のノミネートとなった(2006年に第48回グラミー賞にて、シングル「Before I Forget」が同賞を受賞する)。
Hot Mainstream Rock Tracksでの34位の他に、全英シングルチャートで27位、VH1の「40 Greatest Metal Songs」で36位を獲得した。また、ダウンロード楽曲として、「Rock Band」シリーズでLeft Behind、Pulse of the Maggots、Snuffと一緒にリリースされた。

## ミュージックビデオ
ウェイト・アンド・ブリードには2つのミュージックビデオがあり、Thomas Mignoneが監督したスタジオでのパフォーマンス映像と、クレイ・アニメーション版がある。後者は、いわゆるアニメーション映像で、メンバー9人を示した人形のような生物と、とある研究室に住んでいる男の物語が描かれている。

## 収録曲
シングル
1. . "Wait And Bleed" (Terry Date mix) – 2:34
2. . "Spit It Out" (Overcaffeinated Hyper Version) – 2:28
3. . "(Sic)" (Molt-Injected Mix) – 3:28

- ウェイト・アンド・ブリードのミュージックビデオも収録されている。

プロモーションCD
1. . "Wait And Bleed" (Radio Mix) – 2:30
2. . "Wait And Bleed" (LP Mix) – 2:27
3. . "Call-Out Hook" (LP Mix) – 0:12

プロモーションカセット
1. . "Wait And Bleed"
2. . "Me Inside" (Non Album Track)